# Чемпіонат Швеції з футболу 2008: Супереттан
Супереттан 2008 — 9-й сезон у Супереттан, що є другим за рівнем клубним дивізіоном (сформованим у 2000 році) у шведському футболі після Аллсвенскан. 
У чемпіонаті взяли участь 16 клубів. Сезон проходив у два кола, розпочався у квітні й завершився в листопаді 2008 року.
Переможцем змагань став клуб «Ергрюте» (Гетеборг). Разом із ним путівки до вищого дивізіону вибороли з другої позиції «Геккен» (Гетеборг) та з третього місця «Броммапойкарна» (Стокгольм), який переміг у плей-оф на підвищення.

## Учасники сезону 2008 року
| Клуб                             | Місце в 2007                      |
| -------------------------------- | --------------------------------- |
| «Броммапойкарна» ІФ (Стокгольм)  | 14-е в Аллсвенскан                |
| БК «Геккен» (Гетеборг)           | 4-е                               |
| «Лімгамн Бункефлу» ІФ (Мальме)   | 5-е                               |
| Отвідабергс ФФ                   | 6-е                               |
| ІК «Сіріус» (Уппсала)            | 7-е                               |
| Дегерфорс ІФ                     | 8-е                               |
| М'єльбю АІФ                      | 9-е                               |
| «Ергрюте» ІС (Гетеборг)          | 10-е                              |
| Ландскруна БоІС                  | 11-е                              |
| Енчепінг СК                      | 12-е                              |
| «Єнчепінг Седра» ІФ (Єнчепінг)   | 13-е                              |
| Фалькенбергс ФФ                  | 14-е                              |
| «Квідінг» ФІФ (Гетеборг)         | 1-е в Дивізіоні 1, Південна група |
| «Ассиріска» ФФ (Седертельє)      | 1-е в Дивізіоні 1, Північна група |
| Енгельгольм ФФ                   | 2-е в Дивізіоні 1, Південна група |
| «Весбю Юнайтед» (Уппландс-Весбю) | 2-е в Дивізіоні 1, Північна група |

## Турнірна таблиця
| Поз | Команда                             | І  | В  | Н  | П  | ГЗ | ГП | РГ  | О  | Підвищення або пониження  |
| --- | ----------------------------------- | -- | -- | -- | -- | -- | -- | --- | -- | ------------------------- |
| 1   | «Ергрюте» (Гетеборг) (C, P)         | 30 | 17 | 6  | 7  | 57 | 32 | +25 | 57 | Підвищилися в Аллсвенскан |
| 2   | «Геккен» (Гетеборг) (P)             | 30 | 15 | 10 | 5  | 58 | 28 | +30 | 55 | Підвищилися в Аллсвенскан |
| 3   | «Броммапойкарна» (Стокгольм) (O, P) | 30 | 16 | 6  | 8  | 45 | 29 | +16 | 54 | Плей-оф на підвищення     |
| 4   | «Ассиріска» (Седертельє)            | 30 | 15 | 7  | 8  | 49 | 35 | +14 | 52 |                           |
| 5   | Енгельгольм ФФ                      | 30 | 14 | 9  | 7  | 51 | 33 | +18 | 51 |                           |
| 6   | Отвідабергс ФФ                      | 30 | 14 | 8  | 8  | 43 | 37 | +6  | 50 |                           |
| 7   | Фалькенбергс ФФ                     | 30 | 12 | 8  | 10 | 43 | 38 | +5  | 44 |                           |
| 8   | М'єльбю АІФ                         | 30 | 12 | 7  | 11 | 44 | 36 | +8  | 43 |                           |
| 9   | «Весбю Юнайтед» (Уппландс-Весбю)    | 30 | 11 | 6  | 13 | 38 | 36 | +2  | 39 |                           |
| 10  | «Квідінг» (Гетеборг)                | 30 | 9  | 11 | 10 | 39 | 41 | −2  | 38 |                           |
| 11  | Ландскруна БоІС                     | 30 | 10 | 8  | 12 | 36 | 44 | −8  | 38 |                           |
| 12  | «Сіріус»                            | 30 | 8  | 9  | 13 | 38 | 53 | −15 | 33 |                           |
| 13  | «Лімгамн Бункефлу» (Мальме) (R)     | 30 | 5  | 11 | 14 | 26 | 48 | −22 | 26 | Плей-оф на вибування      |
| 14  | «Єнчепінг Седра» (Єнчепінг) (O)     | 30 | 5  | 11 | 14 | 26 | 50 | −24 | 26 | Плей-оф на вибування      |
| 15  | Енчепінг СК (R)                     | 30 | 8  | 2  | 20 | 37 | 70 | −33 | 26 | Вибули в Дивізіон 1       |
| 16  | Дегерфорс ІФ (R)                    | 30 | 5  | 9  | 16 | 27 | 47 | −20 | 24 | Вибули в Дивізіон 1       |

## Плей-оф на підвищення
Команди, які зайняли в сезоні 2008 року 14-е місце в Аллсвенскан і 3-є в Супереттан, виборювали право виступити в найвищому дивізіоні:
| Команда 1                    | Рахунок | Команда 2                    |
| ---------------------------- | ------- | ---------------------------- |
| 13 листопада 2008            |         |                              |
| «Броммапойкарна» (Стокгольм) | 0-0     | Юнгшиле СК                   |
| 16 листопада 2008            |         |                              |
| Юнгшиле СК                   | 1-1     | «Броммапойкарна» (Стокгольм) |

Клуб «Броммапойкарна» (Стокгольм) здобув право виступати в Аллсвенскан у сезоні 2009 року.

## Плей-оф на вибування
| Команда 1                   | Рахунок | Команда 2                   |
| --------------------------- | ------- | --------------------------- |
| 29 жовтня 2008              |         |                             |
| «Васалундс» (Стокгольм)     | 0-0     | «Лімгамн Бункефлу» (Мальме) |
| «Естерс» (Векше)            | 2-1     | «Єнчепінг Седра» (Єнчепінг) |
| 2 листопада 2008            |         |                             |
| «Лімгамн Бункефлу» (Мальме) | 1-4     | «Васалундс» (Стокгольм)     |
| «Єнчепінг Седра» (Єнчепінг) | 3-0     | «Естерс» (Векше)            |

Клуби  «Васалундс» (Стокгольм) та «Єнчепінг Седра» (Єнчепінг) завоювали право виступати в Супереттан у сезоні 2009 року.

## Найкращі бомбардири сезону
| Гравець         | Клуб                | Голи |
| --------------- | ------------------- | ---- |
| Юган Генрікссон | «Геккен» (Гетеборг) | 19   |
| Маркус Екенберг | М'єльбю АІФ         | 17   |